# 戈爾尼亞茨科耶 (尼科波爾區)
希爾尼茨凱（烏克蘭語：Гірницьке，或按俄語名譯戈尔尼亚茨科耶）是位於烏克蘭東部的鎮，由第聶伯羅彼得羅夫斯克州裡尼科波爾區的波克羅夫市鎮負責管轄。該鎮位於波克羅夫東北面13公里和州府第聂伯罗西南面102公里，始建於1886年，海拔高度71米，2022年人口数量为341人。